# Сеизова къща
Сеизовата къща (на македонска литературна норма: Сеизова куќа) е къща в град Щип, Северна Македония. Къщата е обявена за значимо културно наследство на Северна Македония.

## Архитектура
Сградата е разположена улица „Маршал Тито“ без номер и е типичен пример за градската архитектура от първата половина на XX век. Изградена е в 1935 година в неокласически стил в единственото запазено каре от Щипската чаршия. Състои се от приземие и етаж.